# Erythrogonia sparta
Erythrogonia sparta är en insektsart som beskrevs av Melichar 1926. Erythrogonia sparta ingår i släktet Erythrogonia och familjen dvärgstritar. Inga underarter finns listade i Catalogue of Life.